# Arsikeri, Harapanahalli
Arsikeri là một làng thuộc tehsil Harapanahalli, huyện Davanagere, bang Karnataka, Ấn Độ.